# Muhamed Mujić
Muhamed Mujić (né le 25 avril 1932 à Mostar dans le royaume de Yougoslavie, et mort le 20 février 2016) est un footballeur international et entraîneur yougoslave (bosniaque).

## Biographie
Lors de la coupe du monde 1962,Muhammed tacle Eduard Dubinski et lui brise la jambe.Cela entraînera un sarcome dont Eduard décèdera 7 ans plus tard.

## Palmarès
- Finaliste du Championnat d'Europe 1960 avec la Yougoslavie
- Finaliste de la Coupe de Yougoslavie en 1958 avec le Velež Mostar et en 1964 avec le Dinamo Zagreb
- Champion de Yougoslavie de D2 en 1952 et 1955 avec le Velež Mostar